# صباخية (جفال)
صباخية (بالفارسية: صبخیه) هي منطقة سكنية تقع في إيران في قسم جفال الريفي. يقدر عدد سكانها بـ 20 نسمة بحسب إحصاء 2016.